# سغدیانه
سغدیان (به انگلیسی: Sogdiano) هشتمین شاهنشاه هخامنشی بود که برای مدت کوتاهی شاهنشاه هخامنشی بود. دوره حکومت کوتاه او عمدتاً از نوشته‌های کتزیاس شناخته شده است. گفته شده که او پسر اردشیر یکم از همسر بابلی‌اش به نام آلوگونه بوده است.

## نام
نام این شاهنشاه در منابع یونانی به شکل سغدیانوس (به یونانی: Σογδιανός) نوشته شده است که احتمالاً از سغدیان (به انگلیسی: Sogdiano) گرفته شده است.

## دوره شاهنشاهی
باتوجه به اینکه آخرین داده موجود که مربوط به دوران اردشیر یکم هخامنشی است، مربوط به ۲۴ دسامبر ۴۲۴ پیش از میلاد است، او مدت کوتاهی پس از آن درگذشته است. پس از مرگ وی، هرج و مرج در دربار ایران برقرار شد.
نخست خشایارشای دوم، پسر رسمی اردشیر یکم از ملکه هخامنشی داماسپیا، خود را شاه خواند. او که پیش از مرگ پدرش به عنوان ولیعهد برگزیده شده بود، تنها در پارس به رسمیت شناخته شد. دوم سغدیانوس بود که تنها ایلامیان او را به عنوان شاهنشاه هخامنشی پذیرفتند و سومین نفر اوخوس (یا همان داریوش دوم) بود. اوخوس از مادری بابلی متولد شده بود، همچنین باخواهر ناتنی هر سه برادر، یعنی پروشات نیز ازدواج کرده بود. قدیمی‌ترین نوشته‌ای که از اوخوس به عنوان داریوش دوم نام برده است، مربوط به دهم ژانویه ۴۲۳ پیش از میلاد است. به نظر می‌رسد که مادها، بابلی‌ها و مصری‌ها او را به عنوان جانشین اردشیر یکم به رسمیت شناخته‌اند.
با این حال، این بحران چندان طولانی نشد. تنها پس از چهل و پنج روز از زمانی که خشایارشای دوم خودش را شاهنشاه نامیده بود، در زمان مستی به دستور سغدیان کشته شد. طرفداران خشایارشا پس از این اتفاق سغدیان را به عنوان شاهنشاه خود قبول کرده‌اند. شش ماه و پانزده روز بعد، سغدیان توسط برادر ناتنی‌اش، اوخوس دستگیر شد.
اوخوس که حالا با نام داریوش دوم شناخته می‌شد، دستور داد تا سغدیان را به وسیله خفگی در خاکستر اعدام کنند، زیرا او چندی پیش به برادرش وعده داده بود که با شمشیر، سم و گرسنگی کشته نخواهد شد. داریوش دوم تا سال ۴۰۴ پیش از میلاد و به مدت ۱۹ سال بر شاهنشاهی هخامنشی حکومت کرد.

## منبع‌شناسی برای زندگی او
منابع اندکی به زندگی و دوران سلطنت این پادشاه پرداخته‌اند و مهم‌ترین آن‌ها نوشته‌های کتزیاس است. از آنجا که کتزیاس مدت زیادی را به عنوان پزشک مخصوص داریوش دوم در دربار حاضر بود می‌توان به اسناد گفته شده وی دربارهٔ زندگانی سغدیانوس تکیه کرد. پس بنا به گفته کتزیاس او در زمانی که پادشاهی هخامنشی همزمان سه پادشاه داشت وی یکی از این سه مدعی تاج و تخت در کنار دو برادر ناتنی اش خشایارشاه دوم و اخوس (داریوش دوم) بود و با توجه به اینکه خشایار شاه دوم از سوی پدرش اردشیر اول ولیعهد خوانده شده بود او فقط حمایت بزرگان پارس را به همراه داشت اما سغدیان چون از ناحیه مادر بابلی بود حمایت بابل و مصر و مادها را داشت و خیلی زود توانست پادشاه قانونی و برحق را که از همه لحاظ برتری داشت را از بین برد و این اتفاق می‌تواند نشانگر نفوذ بیش از حد بزرگان بابلی و مادی را در دربار هخامنشیان باشد.
حتی این موضوع شش ماه پس از سلطنت سغدیان پر رنگ تر شد چرا که او نیز توسط برادر دیگرش که او نیز از مادر بابلی بود و حمایت آنان را داشت کشته شد و شاهنشاهی به دست داریوش دوم افتاد و دوره یک ساله برادر کشی با مرگ سغدیان به پایان رسید.